# عمر رضوان
عمر وائل عبد السميع عبد الحميد رضوان لاعب كرة قدم مصري في مركز حراسة المرمى ، من ناشئي الأهلي، ويلعب حاليًا لنادي طلائع الجيش.

## مسيرته الكروية

### مع الأندية
دخل قطاع الناشئين بالنادي الأهلي في عام 2004 ، وكان يلعب مباراتين متتاليتين ثم يشارك الغندور في مباراتين وهكذا حتى نهاية الموسم، وتم تصعيده للمرة الأولى في 2013 تم تصعيده بصحبة عبد الكافي رجب تحت القيادة الفنية لمحمد يوسف وتواجد في تدريبات الفريق الأول لمدة تقرب لـ 6 أشهر كاملة، وخلالها انضم إلى منتخب 95 ثم عاد لفريقه في الناشئين مرة أخرى، ومن وقتها يتم تصعيده على فترات متباعدة. وفي الانتقالات الصيفية 2016 أعير لنادي الشرقية في الدوري الممتاز لمدة موسم واحد.
وفي 19 أغسطس 2017 أعير لنادي الرجاء في الدوري الممتاز لمدة موسم واحد، شارك خلالها مع الفريق في 8 مباريات في الدوري الممتاز (بمعدل 720 دقيقة).
وفي 9 يوليو 2018 أعير لنادي الجونة في الدوري الممتاز لمدة موسم واحد مع إمكانية الشراء، ثم اتعاقد مع نادي الجونة في أغسطس 2019 لمدة أربع سنوات (حتى 2023)، وفي نوفمبر 2020 أعير إلى نادي أسوان حتى يونيو 2021.

### مع المنتخب
انضم لمنتخب مصر للشباب مواليد 97 ، ونجح في التأهل معه للمرحلة النهائية من التصفيات المؤهلة لبطولة أمم إفريقيا، وفي مباريات المنتخب كان يشارك مع الغندور كل منهما في مباراة، ولكن في التصفيات شارك الغندور في مباراة رواندا ذهابًا وإيابًا قبل أن يشارك في الدقائق الأخيرة.

## إحصائيات مشاركاته
آخر تحديث في 19 يوليو 2018

### مع الأندية
| الفريق  | الموسم    | الدوري  | الدوري | الكأس   | الكأس | البطولات القارية | البطولات القارية | الإجمالي | الإجمالي |
| الفريق  | الموسم    | مشاركات | أهداف  | مشاركات | أهداف | مشاركات          | أهداف            | مشاركات  | أهداف    |
| ------- | --------- | ------- | ------ | ------- | ----- | ---------------- | ---------------- | -------- | -------- |
| الشرقية | 2016–2017 | 10      | 0      | 0       | 0     | —                | —                | 10       | 0        |
| الشرقية | الإجمالي  | 10      | 0      | 0       | 0     | —                | —                | 10       | 0        |
| الرجاء  | 2017–2018 | 8       | 0      | 1       | 0     | —                | —                | 9        | 0        |
| الرجاء  | الإجمالي  | 8       | 0      | 1       | 0     | —                | —                | 9        | 0        |